# Bizu
Bizu is een Franse stripreeks die werd geschreven en getekend door Jean-Claude Fournier. De jonge hoofdpersoon Bizu woont in Brogelande, een sprookjesachtige en dromerige omgeving met tovenaars en allerlei bijzondere wezens. Hij wordt vergezeld door een pratende champignon en een onduidelijk harig wezen.

## Achtergrond
Fournier tekende zijn eerste verhaal van Bizu in 1966 op 23-jarige leeftijd. De titel kwam van het Bretonse woord 'bizuth' wat 'nieuw' betekent. Het eerste verhaaltje was getiteld waarom niet?  en werd in 1967 in het blad Robbedoes geplaatst. Daarin zou Fournier nog een groot aantal verhaaltjes van Bizu  publiceren, maar de strip bleek niet erg populair onder de lezers van het blad. In 1968 werd Fournier gevraagd om de strip Robbedoes en Kwabbernoot over te nemen. Toen die serie hem in 1981 ontnomen werd, besloot hij Bizu weer op te pakken. In 1982 publiceerde uitgeverij Dupuis enkele verhalen van Bizu in deel 14 van de Reeks Jeugdzonden, een stripreeks met niet eerder in album gepubliceerd oud werk van stripmakers uit de stal van Dupuis. Er werden in 1986 twee albums van Bizu gepubliceerd bij uitgeverij Fleurus, voordat Fournier in 1989 terug zou keren bij Dupuis. In de jaren negentig werden door Dupuis vier albums van Bizu gepubliceerd.

## Albums
| Nummer | Titel                                               | Uitgever                   | Jaar | Opmerkingen                     |
| ------ | --------------------------------------------------- | -------------------------- | ---- | ------------------------------- |
| 14     | Hallo Bizu (Frans: Bonjour Bizu)                    | Dupuis (Reeks Jeugdzonden) | 1982 | 3 verhalen                      |
| 1      | Le signe d'Ys                                       | Fleurus                    | 1986 | niet in het Nederlands vertaald |
| 2      | Le fils de Fa Dièse                                 | Fleurus                    | 1986 | niet in het Nederlands vertaald |
| 1      | De Soepridder (Frans: Le Chevalier potage)          | Dupuis                     | 1990 |                                 |
| 2      | Trio Jabadao                                        | Dupuis                     | 1991 |                                 |
| 3      | De Groene Zwaan (Frans: La Croisière fantôme)       | Dupuis                     | 1992 |                                 |
| 4      | De Werveling Der Golven (Frans: La Houle aux loups) | Dupuis                     | 1994 |                                 |